# Runkolinja 40
La ligne 40 (finnois : Runkolinja 40) est une ligne de bus à haut niveau de service du réseau des bus de la région d'Helsinki en Finlande.
La ligne 40 est entrée en service le 16 août 2021.

## Parcours
La Runkolinja 40 va de la place Elielinaukio au centre-ville d'Helsinki jusqu'à  Kannelmäki.
La ligne utilise des bus articulés électriques portant la coloration orange caractéristique des lignes principales,. 
Le bus articulé, long de plus de 18 mètres, compte 100 places dont 45 assises.

## Objectifs
La ligne 40 existait avant les modifications de lignes mais l'ancien itinéraire se terminait à Pohjois-Haaga. 
La nouvelle ligne 40 circule jusqu'à Kannelmäki. 
La ligne 40 remplacé aussi la ligne 43, qui a été interrompue  .
Le changement faisait partie d'un ensemble de rénovations de lignes en août 2021, au cours duquel plusieurs lignes ont été supprimées ou modifiées et quatre nouvelles lignes principales : 20,  30, 40 et 570 ont été créées et ont commencé à fonctionner en même temps,.